# Matrículas automovilísticas de Singapur

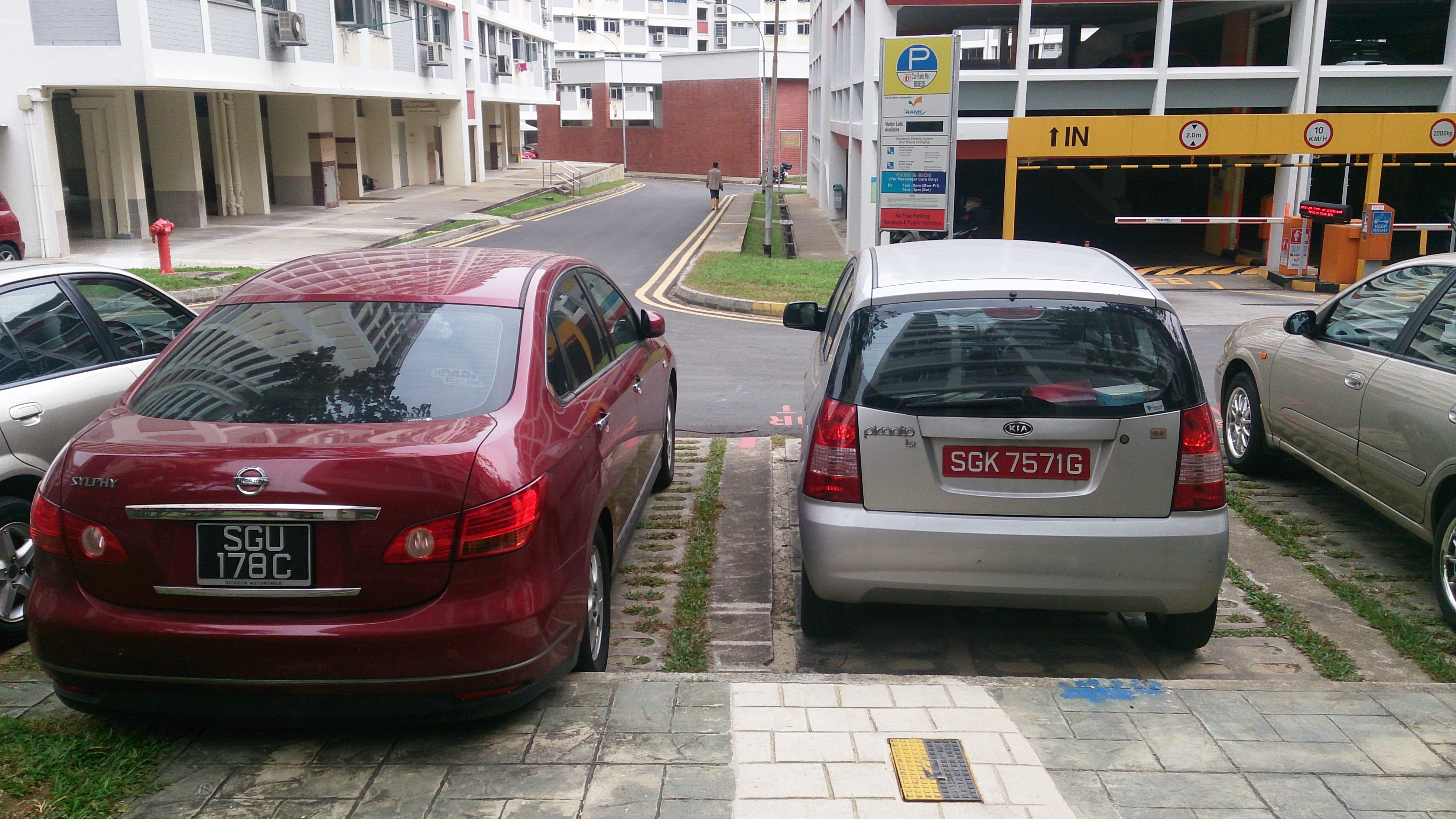
Un Nissan Sylphy G11 rojo con una placa de matrícula del vehículo blanco sobre negro ordinario, y un Kia Picanto plateado con una placa de matrícula en blanco sobre rojo fuera de horas punta en un aparcamiento en Singapur

Las matrículas automovilísticas de Singapur son administradas por la Land Transport Authority.

## Esquema actual

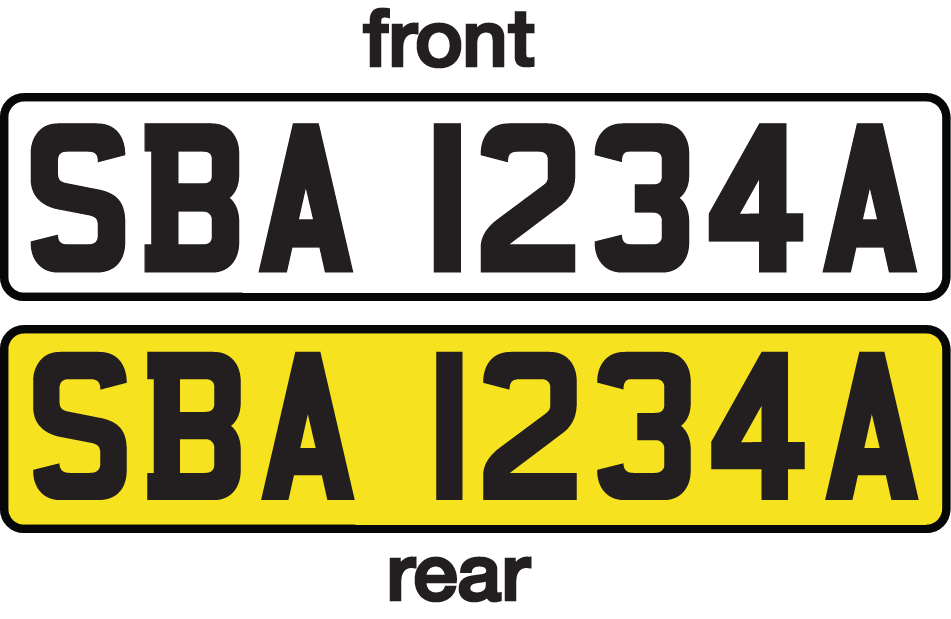
Negro sobre blanco (frontal) y negro sobre amarillo (trasera) con esquema de matrícula

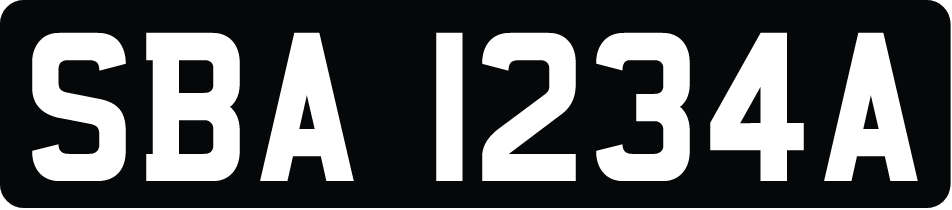
Un blanco sobre negro con esquema de matrícula

En general, todos los vehículos de motor en Singapur tiene un número de registro del vehículo. Dos combinaciones de colores están en uso: el negro sobre blanco (parte delantera del vehículo) y el esquema negro sobre amarillo (parte posterior), o el esquema blanco sobre negro más popular. El número de matrícula tiene que ser hecho de un plástico o metálico reflectante con personajes que son de textura negro (para blanco-amarillo), o blanco o plata (para las negras). No se utiliza ningún tipo de letra estándar, aunque todos los tipos de letra se basan en el tipo de letra matrícula Charles Wright utilizado en el Reino Unido. variantes más delgada a futuro son comúnmente utilizados por los autobuses de SBS Transit, taxis y vehículos de mercancías. En raras ocasiones, la fuente FE-Schrift utilizada en Alemania puede ser vista pese a que la utilización de esta fuente está prohibida por la Land Transport Authority (LTA).
Un número típico de registro de vehículo viene en el formato "SBA 1234 A":
- S - Clase de vehículo ("S", con algunas excepciones, es sinónimo de un vehículo privado desde 1984)
- BA - serie alfabética ("I" y "O" no se utilizan para evitar la confusión con "1" y "0")
- 1234 - Serie numérica
- A - Suma de comprobación letra ( "F", "I", "N", "O", "Q", "V" y "W" Nunca se usan como cartas de suma de control; ausente en las placas de los vehículos especiales del gobierno y las placas de los procesos del vehículo)

## Tipos de números

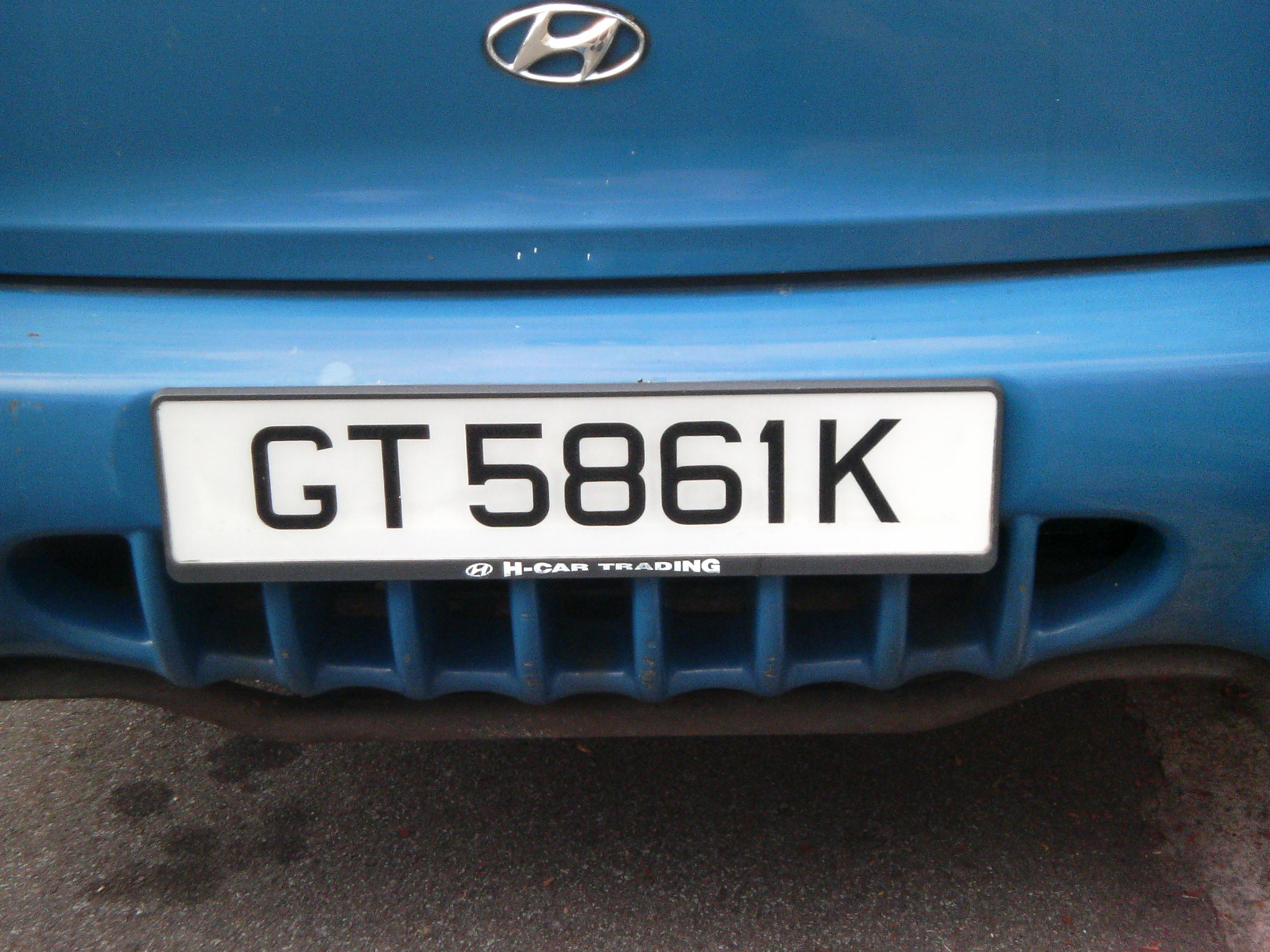
Un negro sobre blanco (frontal) con número de matrícula

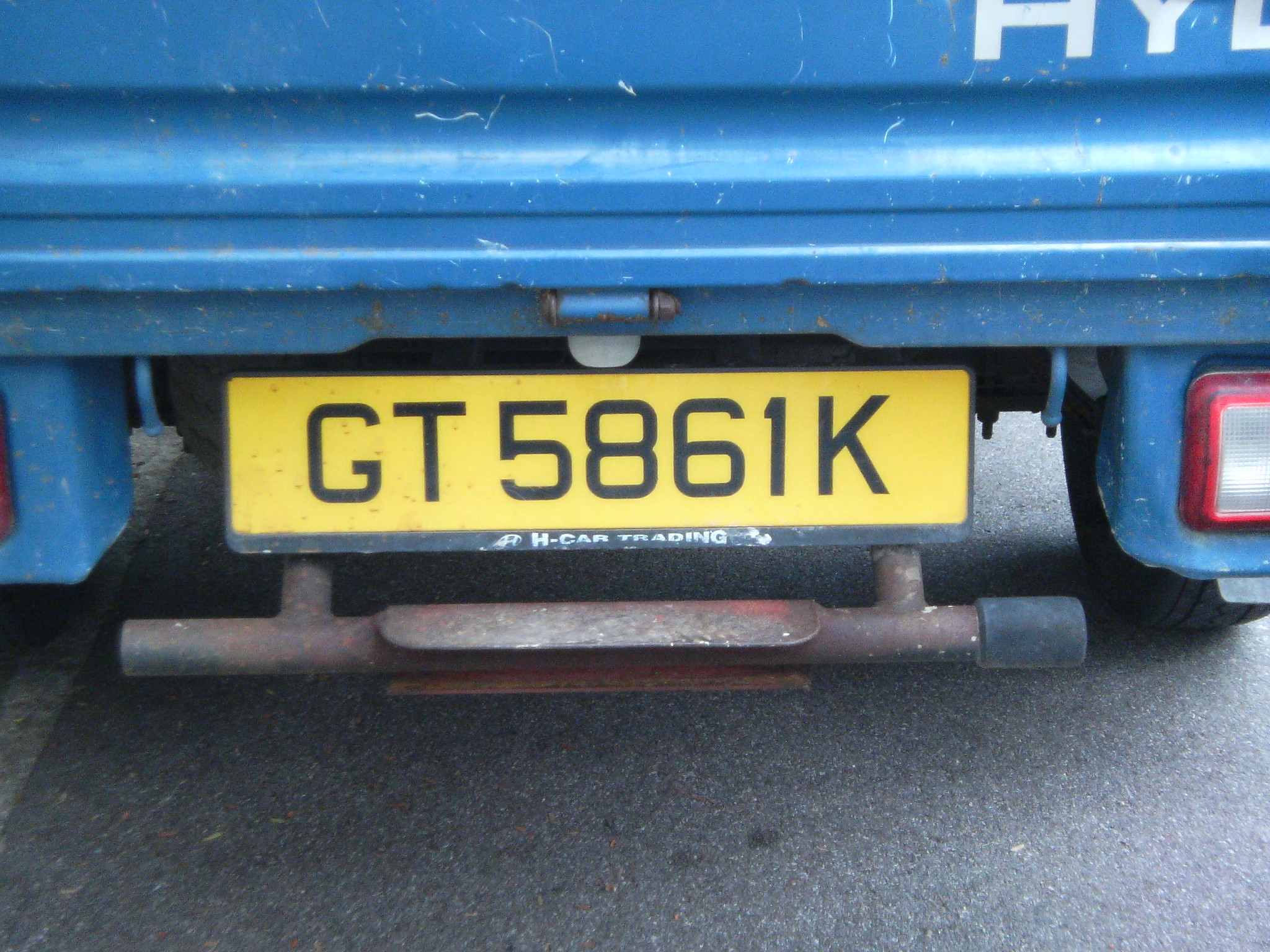
Un negro sobre amarillo (trasera) con número de matrícula

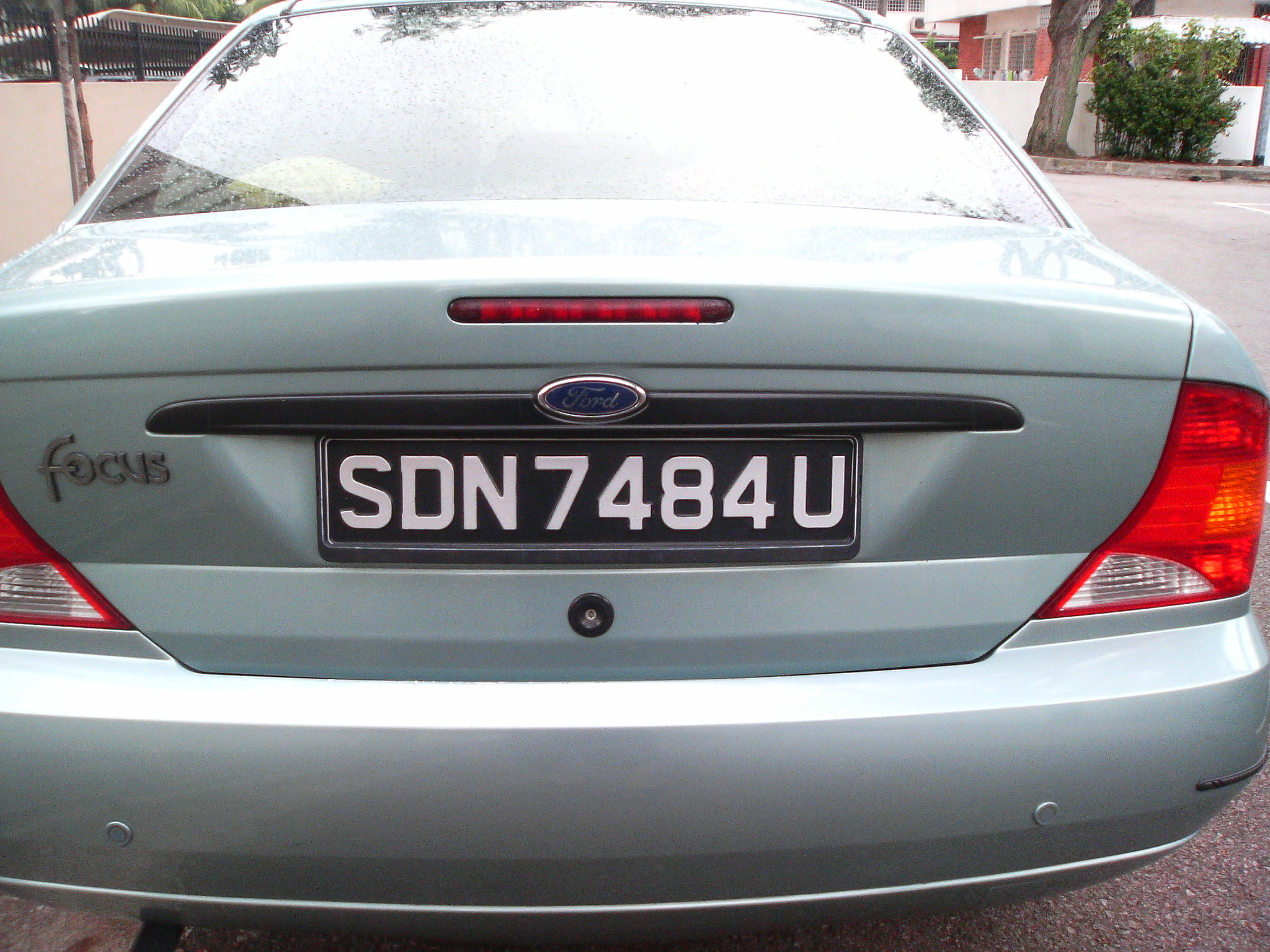
Un blanco sobre negro con número de matrícula

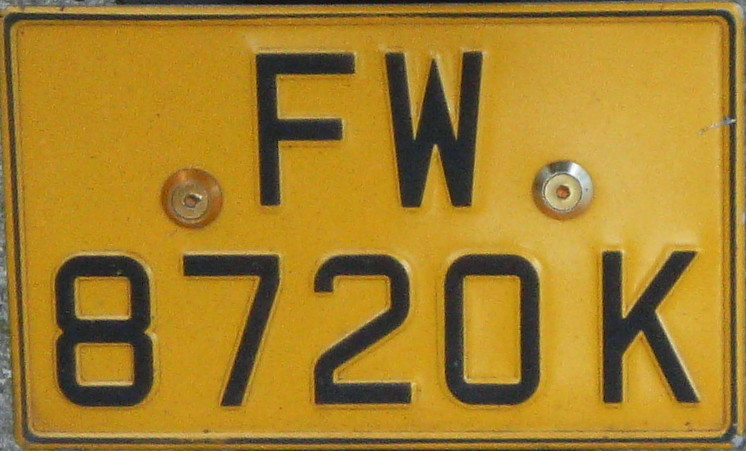
Un negro sobre amarillo (trasera) con número de matrícula para las motocicletas

Los números de matrícula de coches privados comenzaron a principios de 1900, cuando Singapur fue uno de los asentamientos a Colonias del Estrecho, con un único prefijo "S", a continuación, añadir un sufijo S 'A' de S 'Y', pero saltarse unos pocos como S 'H' y S 'Z' (reservado para taxis y autobuses), S 'D' (reservado para los vehículos municipales), y S 'G' para los vehículos grandes y pequeños. No se realizaron cambios en Singapur que se independizó en 1965. No había ninguna carta de suma de control, por ejemplo, SS1234, similares a las placas de matrícula de vehículos de Malasia. Cuando se implementó la letra suma de comprobación, estos números de placas se les dio cartas de suma de comprobación, así, por ejemplo SS1234 se convirtió en SS1234K.
Cuando 'S' se agotó en SY, en enero de 1972, los coches privados comenzaron con E, motos con vehículos A y bienes de 3 toneladas con Y. E fue seguido por EA, EB con las letras de la CE en 1973 hasta EZ. A partir de 1984, se lanzó la serie "S" de las placas de matrícula de nuevo, pero ahora con dos sufijos de serie, a partir de la SBA.
Se utilizan ni después de los acontecimientos ni vendidos por el público, pero la serie no oficial para fines cosméticos.
Movilización Civil de ejercicios o retiradas del mercado de vehículos tienen una pegatina grande A3 / A2 atrapado en la parte trasera y delantera del vehículo denota que el vehículo está siendo movilizado o desplegado para ejercicios de emergencia civil. Estos por lo general ocurren durante los fines de semana.
Otras clases de vehículos tienen números de registro que comienzan con las letras específicas:
- Serie A_: Motocicletas (utilizados hasta 1980, razón para el cambio a F se solapa al estado malasio de Perak con placas de matrícula)
- Serie CB: Empresa de autobuses escolares
- Serie F_: Motocicletas (por ejemplo, FA-FZ); utilizado hasta finales de 2005
- Serie FB_: Motocicletas (por ejemplo, FBA, FBB, y así sucesivamente); comenzó a finales diciembre de 2005
- Serie G_: Productos ligeros vehículos (clase 3/4/5) (por ejemplo, GA - GZ)
- Serie GB_: Productos ligeros vehículos (clase 3/4/5) (por ejemplo, GBA - GBE (2015)); introducido desde el año 2010
- Serie P: Autobuses privados (PA, PC, PH, PZ se utiliza para separar los autobuses particulares, vehículos privados de alquiler, y así sucesivamente, pero más tarde en todos los vehículos privados de alquiler fueron emitidos con placas PA)
- Serie Q__: Vehículos de la empresa (ya emitida no - vehículos de empresa se emiten ahora con "S" placas de series de números, como los automóviles privados, razón por la ya no se presentan debido al solapado QX, placas y QY estado malasio de Sarawak placas de matrícula)
- Serie SH_: Taxis o vehículos de alquiler de la calle
- Serie W_: Vehículos de plantas de ingeniería (clase 5), algunos tipos de terrenos registrados y Rovers. Las series están en conflicto con algunas de las series más reciente extendida Kuala Lumpur.
- Serie X_: Vehículos de mercancías muy pesadas (clase 4/5 / motores primarios) no se hayan construido para transportar cualquier tipo de carga
- Serie TR_: Remolques
- Serie Y_: Vehículos pesados (clase 3/4/5)

Además, los siguientes son controlados para determinados tipos de vehículos, incluyendo:
- CSS: Autobuses City Shuttle Service (ya no se presentan: todo dado de baja / re-registrado)
- LTA: Agentes de Land Transport Authority (ROV, por "Registro de Vehículos", las placas fueron utilizadas anteriormente)
- MID: Vehículos de las Fuerzas Armadas de Singapur (esto es un sufijo con hasta cinco dígitos antes que, por ejemplo, "12345 MID"). "MID" originalmente se encontraba en el Ministerio del Interior y de Defensa. rangos generales de las fuerzas armadas se proporcionan con los coches del personal con placas de mediados de los dos dígitos.
- MP: Vehículos utilizados por las Fuerzas Armadas Comando de la Policía Militar de Singapur (placas SAFPU se utilizaron anteriormente)

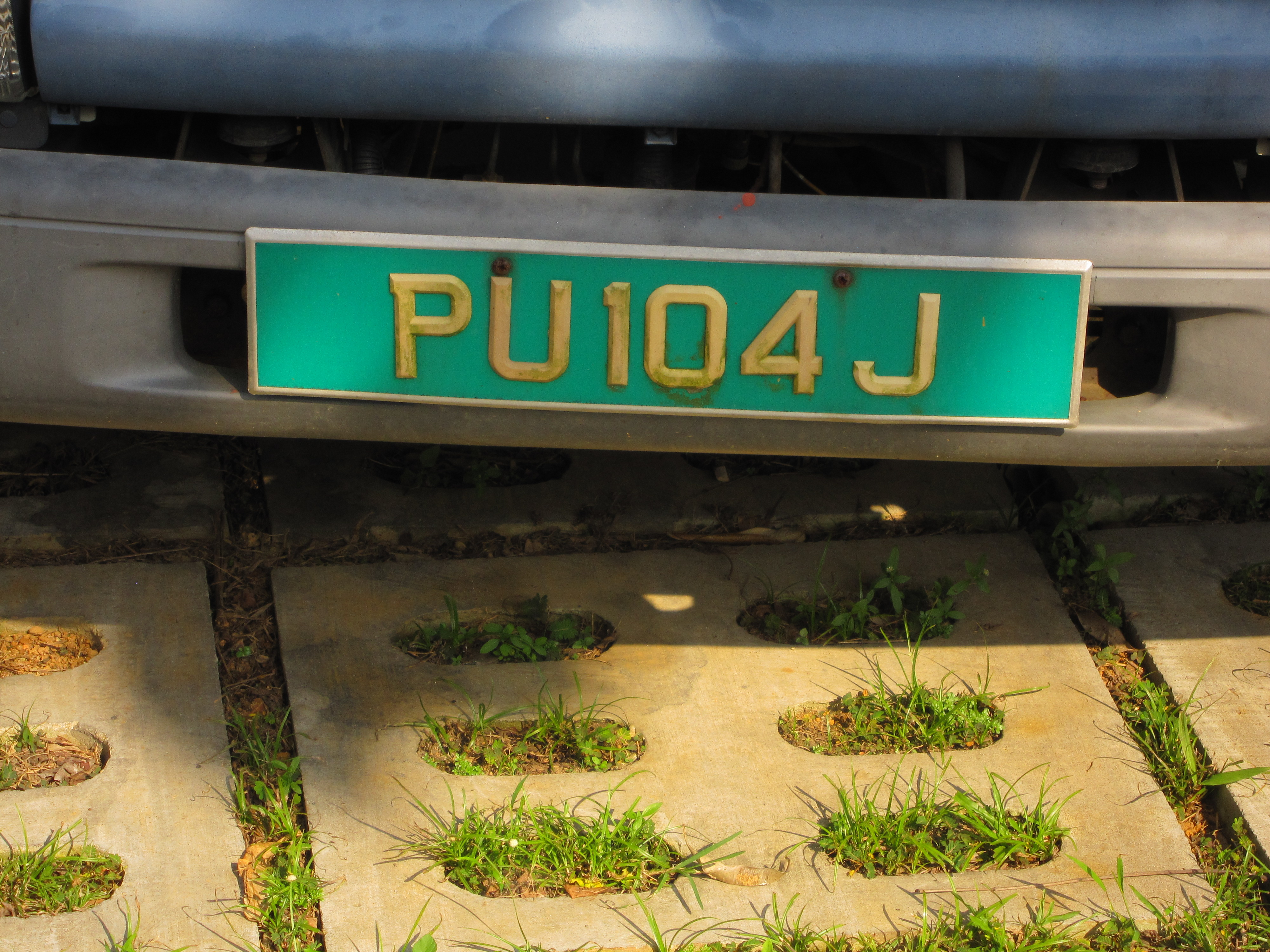
Un bus privado de Pulau Ubin con placa de matrícula del vehículo

- PU: Exenta de impuestos, restringido para uso exclusivo con el permiso de la isla de Pulau Ubin
- QX: Agencias de la ley de emergencia y Singapur (Fuerza de Policía, Singapur Fuerza de Defensa Civil, Inmigración y Controles Fronterizos, etc.)
- QY: Agencias cuasi gubernamentales y organismos oficiales
- RD: La investigación y el desarrollo (por ejemplo, eléctrica, de células de combustible y los vehículos de alquiler de vehículos inteligentes)
- ROV: Registro de Vehículos (estas placas son ahora desaparecido y han sido sustituidos por placas LTA, aunque algunos todavía están en uso)
- RU: Vehículos de uso restringido, una categoría especial para vehículos para los que no se pagaron los impuestos de circulación. Un vehículo con una licencia de este tipo está restringido para su uso dentro de determinadas zonas, por ejemplo, un camión de retroceso en el recinto del aeropuerto Changi de Singapur o autobuses en la isla de Sentosa. Cuando viaja fuera de los límites restringidos, estos vehículos son o bien requieren ser etiquetado con una solución de compromiso placa o remolcado.
- S/CC: Vehículos del Cuerpo Consular
- S/CD: Vehículos del Cuerpo Diplomático
- S/TE: Vehículos "técnicos de empleo"
- S1 al S10: Coches estatales utilizados para transportar a los huéspedes oficiales del gobierno y dignatarios
- SBS: Autobuses operados por SBS Transit; utilizado hasta enero de 2016
- SDC: Autobuses operados por Sentosa Development Corporation (Ya no está publicado)
- SEP: "Singapore Elected President" – el coche oficial del estado del Presidente de la República de Singapur (1 SEP)
- SG: Autobuses operados por operadores de autobuses contratados bajo Gobierno de modelo de contratación.
- SJ: Supreme Court judges (Auto del Presidente del Tribunal Supremo tiene el número de placa "SJ 1").
- SMB: Autobuses operados por SMRT Buses, que se utiliza en conjunto con la serie TIB. Utilizados en autobuses registrados tras la fusión de TIBS y SMRT en 2004; utilizado hasta enero de 2016.
- SP: Presidente del Parlamento (SP 1)
- SPF: Comisionado de Policía, Policía de Singapur (SPF 1)
- SZ/SZA: Más viejos vehículos de alquiler de coches y coches privados con chófer. Otro nuevo alquiler o de alquiler de coches utilizan la misma serie que los coches normales.
- TIB: Autobuses operados por SMRT Buses registrados antes de la fusión de Trans-Island Bus Services (TIBS) y SMRT en 2004.
- TP: Motocicletas de la Policía de Tráfico, Policía de Singapur

Los prefijos especiales se utilizaron para eventos específicos, tales como:
- WTO: Vehículos utilizados durante World Trade Organization en conferencia inaugural ministerial celebrada en Singapur en diciembre de 1996
- IOC: Vehículos utilizados durante International Olympic Committee's reunión 117, celebrada en Singapur en julio de 2005
- NDP: Vehículos utilizados durante National Day Parade, 2005, el 9 de agosto de 2005
- AIRSHOW: Vehículos utilizados durante Singapore Airshow
- APEC: Vehículos utilizados durante la APEC Annual Meetings en noviembre de 2009.
- SIWW: Vehículos utilizados durante Singapore International Water Week
- WCS: Vehículos utilizados durante World Cities Summit
- YOG: Vehículos utilizados durante el 2010 Summer Youth Olympics.
- SEAG: Vehículos utilizados durante el 2015 Southeast Asian Games.
- APG: Vehículos utilizados durante el 2015 ASEAN Para Games.
- HSBC: Vehículos utilizados durante los eventos organizados por HSBC (Corporación Bancaria Hongkong y Shanghái)

## Suma de comprobación
La carta de suma de control se calcula mediante la conversión de las letras en números, es decir, donde A = 1 y Z = 26, lo que podría dar siete números individuales de cada placa de matrícula. Sin embargo, solo dos letras del prefijo se utilizan en la suma de comprobación. Para un prefijo de tres letras, se utilizan solo las dos últimas letras; para un prefijo de dos letras, se utilizan las dos cartas; para una sola letra prefijo, la única letra corresponde a la segunda posición, con la primera posición como 0. Para numerales menos de cuatro dígitos, se agregan ceros adicionales en la parte delantera como marcadores de posición, por ejemplo "1" es "0001". SBA 1234 sería, por tanto, dar 2, 1, 1, 2, 3 y 4 (nota que "S" se descarta); E 1 daría a 0, 5, 0, 0, 0 y 1.
Cada número individual se multiplica por 6 números fijos (9, 4, 5, 4, 3, 2). Estos se suman, a continuación, dividido por 19. El resto corresponde a una de las 19 letras usadas (A, Z, Y, X, T, T, S, R, P, M, L, K, J, H, G , e, D, C, B), con "a" que corresponde a un resto de 0, "Z" que corresponde a 1, "y" correspondiente a 2 y así sucesivamente. En el caso de SBA 1234, la letra final debe ser una G; para E 1, la letra final debe ser una X.
Las letras son sufijos de suma de comprobación no se aplican a los vehículos oficiales especiales y vehículos de eventos.

## Otras combinaciones de colores

### Vehículos de menor actividad

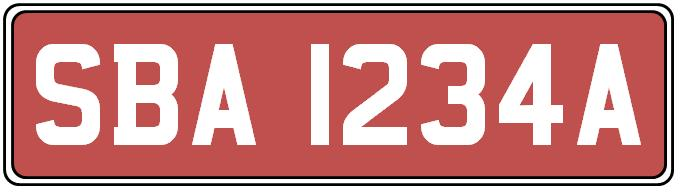
Un máximo de blanco en rojo con placa de número

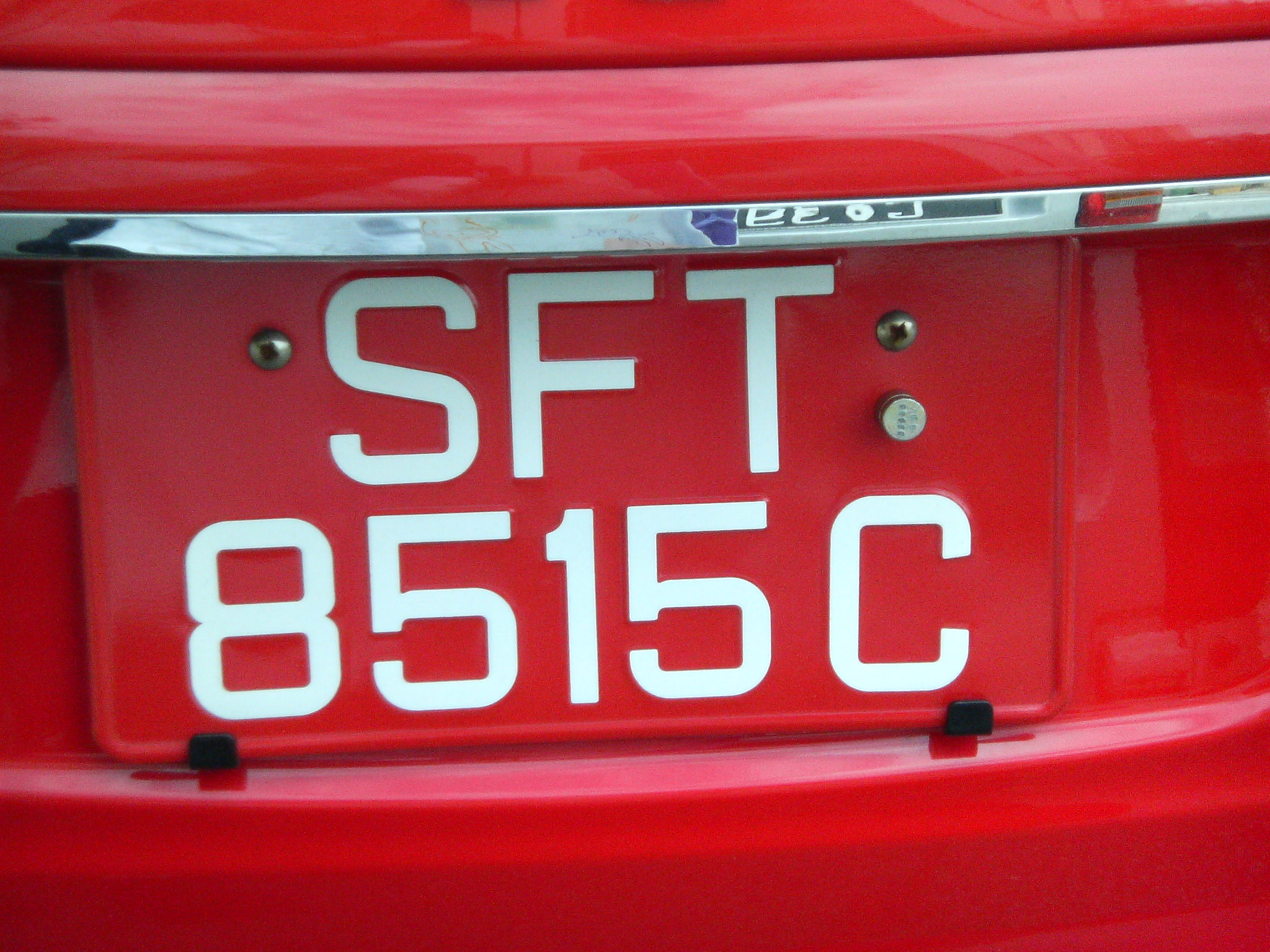
Un máximo de blanco en rojo con placa de número

Los vehículos matriculados como "vehículos de mínima", coloquialmente conocidos como "coches de fin de semana" o placa roja, Autos Melayu (dialecto local), pagan un impuesto de circulación más barato en comparación con los coches privados ordinarios, aunque el Certificado habitual de Titularidad cargos (COE) se aplica . vehículos de menor actividad muestran las placas de matrícula con caracteres blancos sobre un fondo rojo. Estos vehículos solo se les permite correr en las carreteras en Singapur después de las horas de oficina (7:00 p. m. - 7:00 p. m.) de lunes a viernes, y todo el día del sábado (OPC esquema revisado permite sobre todo esquema de OPC edad Sábado no revisado, vehículos deben cumplir con el viejo esquema de restricción que es las 7:00 a. m. - 3:00 p. m. el sábado), domingos y festivos. La restricción no se aplica si el vehículo entró y el uso de Malasia de lunes a viernes horario de oficina (7:00 a. m. - 7:00 p. m.).
Si los propietarios de vehículos de menor desean conducir de lunes a viernes en horario de oficina, están obligados a comprar una licencia electrónica por $ 20, ya sea en línea o en las principales oficinas de correos. Los propietarios de automóviles tienen hasta 24 horas en el día siguiente a la compra de la licencia electrónica. Por primera vez los infractores pueden ser multados hasta $ 5,000 por no mostrar un cupón día válido o utilizando un cupón válido día, y hasta $ 10,000 por día usando un cupón alterada cuando se utilizan sus vehículos durante las horas restringidas.
Fuera de horas punta vehículos pagan un impuesto de circulación relativamente más bajo (un descuento de hasta $ 500) en comparación con otros vehículos privados, y también se les da una rebaja de $ 17,000 que puede compensarse mediante el COE y ARF. Sin embargo, la mayoría de la gente en Singapur no utilizan vehículos de menor actividad debido a los precios actuales del COE son altos y no vale para los coches por encima de 1600 cc. Fuera de horas punta vehículos son populares entre los coches de abajo 1600 cc y durante los bajos precios del COE.

### Otras categorías

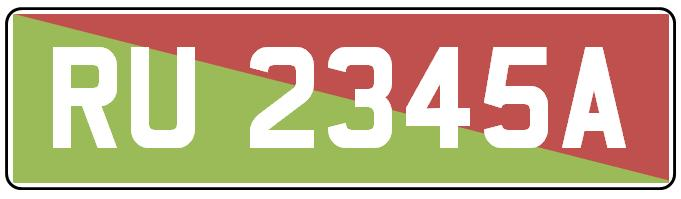
Un vehículo de uso restringido

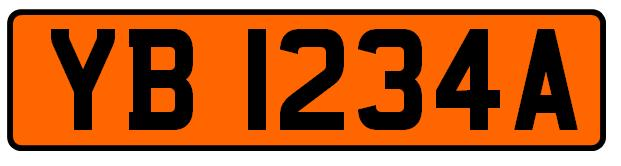
Un vehículo de carga peligrosa (implementado en 2005)

Un vehículo de "uso restringido" muestra una placa de matrícula con las letras blancas sobre un fondo diagonal dividido en dos partes, la mitad superior de los cuales es de color rojo y la mitad inferior de color verde esmeralda. Los dos personajes principales de la placa son "RU".
Un vehículo de colección "Classic Car" tiene un número de matrícula ordinaria, pero con letras blancas sobre un fondo de color amarillo media media roja, con un precinto que se coloca en la placa de número por un centro de control autorizado.
Las placas "peligrosos de carga" se introdujeron en 2005, el uso de las matriculaciones de vehículos comerciales normales, a menudo en el código de "Y", pero con, inusualmente, figuras negras sobre un fondo de color naranja reflectante. Se permiten estos camiones para transportar combustible, bombas de gas y productos químicos (inflamables), y no son ni autorizados a entrar en los túneles ni zonas de la ciudad a menos que los arreglos de ruta se han hecho por adelantado con los servicios de bomberos. También se requiere que los camiones de Malasia para tener una matrícula de naranja materiales peligrosos separado fijado tanto al remolque y vagón (cabeza de remolque). Dichos vehículos están sujetos a las mismas reglas que los vehículos de carga peligrosos registrados en Singapur.
Los vehículos "investigación y desarrollo" muestran una placa de media amarillo, azul medio con el prefijo "RD".
Los distribuidores y comerciantes de automóviles utilizan blanca sobre placas de color azul con el sufijo "S", precedido por un máximo de cuatro números para sus vehículos de tracción a prueba.
Instructores de conducción que enseñan a los estudiantes en Singapur deben mostrar una placa "L" ("Learner") junto a sus placas de matrícula del vehículo en las partes delantera y trasera del vehículo.